# HD204038
HD204038 — хімічно пекулярна зоря спектрального класу A3, що має видиму зоряну величину в смузі V приблизно  8,4.
Вона  розташована на відстані близько 599,6 світлових років від Сонця.

## Фізичні характеристики
Телескоп Гіппаркос зареєстрував фотометричну змінність  даної зорі з періодом    0,79 доби в межах від  Hmin= 8,70 до  Hmax= 8,33.